# カレロ＝フィニッシュ・ライカ

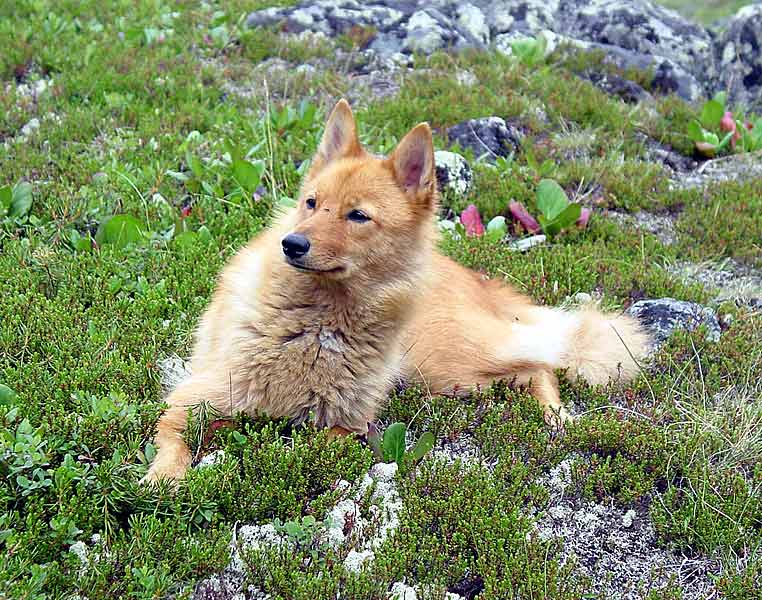

カレロ＝フィニッシュ・ライカ（英: Karelo-Finnish Laika）は、ロシア原産のやや小さめの猟犬用犬種である。カレーリスカヤ（英：Karelskaja）ともいう。フィニッシュ・スピッツのロシア版の犬種であり、同一の犬種とみなす場合もある。フィンランドとロシアそれぞれのケネルクラブであるフィンランド・ケネルクラブとロシア犬学連合は、2006年に本種とフィニッシュ・スピッツを同種とすることで合意した。
もともとはフィニッシュ・スピッツと同一の犬種である。ロシア革命の後に、カレリア地方のロシア領で、同種を「カレロ・フィニッシュ・ライカ」と呼ぶようになり、また血統が分かれて、フィニッシュ・スピッツとはやや異なる容姿となった。ロシアの猟犬としては小型だが、鳥や、リス、ノウサギ、キツネ、テンなどの小型・中型の獲物だけでなく、クマ猟にも使われる。
外見はフィニッシュ・スピッツによく似ており、キツネのように首から肩に密集した毛が生えている（伝説では北欧の猟犬とキツネを祖先とするという）。このたてがみの色は、フィニッシュ・スピッツはレッド単色であるが、カレロ・フィニッシュ・ライカではフォーンやブラックも見られる。耳は立ち耳、尾はふさふさした巻き尾である。
コートの長さは基本的にロングコートだが、夏季はショートコートに換毛する。コートは厚く密生していて、防寒性が高い。ただし、熱がこもりやすいので夏季が高温になる国で飼育する際は熱中症に注意が必要である。
性格は陽気で人懐こく、作業意欲が高く、吹雪の中であっても狩猟をやり遂げることが出来る。その一方で、繊細なところもあり、飼い主に罰を与えられるとすぐに元気をなくすと言われる。